# Vlhovcovití
Vlhovcovití (Icteridae) jsou čeleď amerických pěvců z podřádu zpěvní. V současné době je rozlišováno 106 druhů ve 27 rodech. Jednotlivé druhy čeledi vlhovcovitých vykazují zajímavé rysy chování (hnízdní parazitismus, hnízdění v koloniích, polygynie, monogamie, opožděné hnízdění, napodobování hlasů, tah na velké vzdálenosti), žijí v rozmanitých prostředích a živí se různými druhy potravy. Díky této rozmanitosti a tomu, že není obtížné je v přírodě pozorovat, se často stali modelovými druhy v evoluční biologii a molekulární genetice. Zástupci čeledi se od sebe hodně liší tvarem zobáku, zbarvením i velikostí. Nejmenší jsou velikosti pěnkavy, největší druh, vlhovec aztécký (Psarcolius montezuma) dosahuje velikosti vrány a měří až 50 cm.

## Rozšíření

### Zálety do Evropy
Vlhovcovití ptáci výjimečně zaletují také do Evropy, kde byly dosud zjištěny čtyři druhy:
- bobolink kanadský (Dolichonyx oryzivorus)
- vlhovec hnědohlavý (Molothrus ater)
- vlhovec žlutohlavý (Xanthocephalus xanthocephalus)
- trupiál baltimorský (Icterus galbula)

## Fylogeneze a taxonomie
Na rozdíl od příbuzných čeledí (tangarovití) je celkem jasné, které druhy mezi vlhovce patří. Podařilo se rovněž vymezit základní skupiny uvnitř čeledi; méně jasné však byly jejich vzájemné vztahy.

### Kladogram
|  | Agelaiini                                                    |
|  |                                                              |
|  | \| \| Quiscalini \| \| \| \| \| \| Amblyramphini \| \| \| \| |
|  |                                                              |
|  | Quiscalini                                                   |
|  |                                                              |
|  | Amblyramphini                                                |
|  |                                                              |

|  | Quiscalini    |
|  |               |
|  | Amblyramphini |
|  |               |

|  | Cacicini |
|  |          |
|  | Icterini |
|  |          |

|  | Agelaiini                                                    |
|  |                                                              |
|  | \| \| Quiscalini \| \| \| \| \| \| Amblyramphini \| \| \| \| |
|  |                                                              |
|  | Quiscalini                                                   |
|  |                                                              |
|  | Amblyramphini                                                |
|  |                                                              |

|  | Quiscalini    |
|  |               |
|  | Amblyramphini |
|  |               |

|  | Cacicini |
|  |          |
|  | Icterini |
|  |          |

|  | Agelaiini                                                    |
|  |                                                              |
|  | \| \| Quiscalini \| \| \| \| \| \| Amblyramphini \| \| \| \| |
|  |                                                              |
|  | Quiscalini                                                   |
|  |                                                              |
|  | Amblyramphini                                                |
|  |                                                              |

|  | Quiscalini    |
|  |               |
|  | Amblyramphini |
|  |               |

|  | Cacicini |
|  |          |
|  | Icterini |
|  |          |

|  | Agelaiini                                                    |
|  |                                                              |
|  | \| \| Quiscalini \| \| \| \| \| \| Amblyramphini \| \| \| \| |
|  |                                                              |
|  | Quiscalini                                                   |
|  |                                                              |
|  | Amblyramphini                                                |
|  |                                                              |

|  | Quiscalini    |
|  |               |
|  | Amblyramphini |
|  |               |

|  | Cacicini |
|  |          |
|  | Icterini |
|  |          |

### Přehled rodů
- Podčeleď: Sturnellinae
  - Dolichonyx, bobolink
  - Xanthocephalus, vlhovec
  - Sturnella, vlhovec
- Podčeleď: Amblycercinae
  - Amblycercus, trupiál
- Podčeleď: Agelaiinae
  - Tribus: Agelaiini
    - Dives, vlhovec
    - Nesopsar, vlhovec
    - Agelaius, vlhovec
    - Molothrus, vlhovec

  - Tribus: Quiscalini
    - Euphagus, vlhovec
    - Quiscalus, vlhovec

  - Tribus: Amblyramphini
    - Macroagelaius, vlhovec
    - Lampropsar, vlhovec
    - Gymnomystax, vlhovec
    - Hypopyrrhus, vlhovec
    - Amblyramphus, vlhovec
    - Curaeus, vlhovec
    - Gnorimopsar, vlhovec
    - Agelasticus, vlhovec
    - Oreopsar, vlhovec
    - Chrysomus, vlhovec
    - Xanthopsar, vlhovec
    - Pseudoleistes, vlhovec
- Podčeleď: Icterinae
  - Tribus: Cacicini
    - Cassiculus, vlhovec
    - Cacicus, vlhovec
    - Procacicus, vlhovec
    - Psarocolius, vlhovec

  - Tribus: Icterini
    - Icterus, trupiál